# パニッシャー
パニッシャー (The Punisher) は、マーベル・コミック刊行の複数のコミックに登場する架空のヒーローまたはダークヒーロー。また、彼の登場する漫画作品、映画のタイトル。翻訳家によってはパニシャーとも表記される。

## 概要
本名、フランク・キャッスル (Frank Castle) 。生名、フランシス・カスティグリオーネ (Francis Castiglione)。元々は聖職者を志す若者であったが、神学校に入学した彼は罪を犯した人々を決して許すことができないという心の問題を抱えてしまい、学校を中退。その後、マリア・ファルコニオという女性と恋に落ち二人の子に恵まれた。家族を養うために軍に志願することとなる。海兵隊に入隊した彼は、ベトナムで2期分の任期を勤め上げ、更に特殊部隊SEALの訓練を受けるなど活躍した(最終的には大尉にまで昇進、多くの勲章や感謝状を贈られている)。軍で働くことが天職だと悟った彼は、本来認められていない3期目の従軍を行うためにフランク・キャッスルと名前を変更して志願した。ベトナム軍によってバレーフォージ前哨基地が襲撃された際には、唯一の生存者となった。本国に送還された彼は、戦後特殊部隊の訓練教官を務めた。
教官業の休暇中、フランクはセントラル・パークで家族と共にピクニックを楽しんでいた。しかし、マフィアのコスタ・ファミリーの処刑を目撃してしまい、フランク一家は皆殺しにされてしまう。フランクだけはなんとか生き残り、犯人全員を警察に伝えると、法廷で裁かれることだけを信じてすさんだ生活を送っていたのだが、警察はギャングに買収されており裁かれることはなかった。それから法制度を疑い、暗黒街のギャング達への復讐を誓った彼は、正面に大きく白い髑髏を描いた漆黒のコスチュームに身を包み、非情の私刑執行人「パニッシャー」となり、ニューヨークを中心にクライムファイター（＝犯罪者退治専門のヒーロー）として活動を始める。
1974年に『The Amazing Spider-Man』#129にて初登場し、当初はスパイダーマンと敵対する人物であった。その後人気が出てくると1986年遂に自身が主人公の単独誌が刊行。犯罪者に対して容赦なく、これまでの代表的なスーパーヒーロー達と異なり殺しを行う異色のダークヒーローである。元はアメリカ海兵隊で、ベトナム戦争では特殊部隊として最前線で戦い多数の勲章を得た。軍人になる前は聖職者を目指していた経歴を持つ。
1975年に『Marvel Preview』#2にて初めてオリジンが描かれた。
マーベルユニバースでのダークヒーローを代表する最も有名なヒーローの一人で、日本国外ではキャラクター商品展開などでアベンジャーズの主要キャラと並びアイテムがラインナップされる程の人気キャラクター。1970年代、80年代当時のアメリカでは犯罪発生率が増え続け、特にニューヨークは世界的にも犯罪多発都市と知られ年間殺人件数は2000件を超えるようになる。その時代に現れたパニッシャーは、現実に凶悪事件が増え続ける社会の中で悪への徹底的な粛清描写、更にベトナム帰還兵という設定（ベトナム戦争を批判する表現であり、パニッシャー自体が使用していた銃器もベトナム戦争に対しての皮肉が込められていた）は当時の社会情勢を背負ったキャラクターとし、人々から多くの支持を得た。その人気ぶりから、実写映画は設定を作り直されながらも三度も作られ、2011年にはテレビドラマの製作も決定した。彼が主役のビデオゲームもNES(海外におけるファミコン)時代から様々な機種で発売されている。

### 特徴
マーベル・コミックのヒーロー達は、本来は相手がどんなに極悪の犯罪者であっても故意に殺すことはなかった。しかしパニッシャーは法律やモラルを無視し、犯罪者を冷酷に処刑・殺戮する。そのため、当の彼自身が犯罪者として警察に追われる身であり、また他のスーパーヒーロー達とも対立、あるいは軽蔑されることもある。
しかしその強い個性と人気から、他作品のキャラクターと共演したりクロスオーバーすることもあり登場する作品は多い。マーベルユニバース全体のヒーローを巻き込んだクロスオーバーイベントでは、パニッシャーにスポットを当てられることも多く、正史ではないが『What If』シリーズではスーパーヒーロー達を皆殺しにするストーリーが度々描かれる。超人ヒーロー達が吸血鬼化やゾンビ化したりといった風変わりな作品の中でも勇敢に立ち向かうキャラクターとして選定されやすい。
また、他社のキャラクターともクロスオーバーされ、『バットマン/パニッシャー』が1995年に発売された。本作ではスーパーパワーを持たないダークヒーロー同士であり「愛する者、肉親を殺されたことの報復」という共通する行動原理を持つにもかかわらず、「絶対に犯罪者を殺さない」バットマンと「犯罪者は必ず殺す」パニッシャーの生き方の違いが浮き彫りにされている（アマルガム・コミックスも参照）。

## 能力・武器

### 特殊技能
高い戦闘スキル
入隊の経験による様々な戦闘スキルの獲得。海兵隊・陸軍に入隊した経験から、銃火器・近接格闘・機動展開・軽歩兵戦術を学び、卒業後は陸軍特殊部隊資格コースと長距離偵察パトロール訓練を受け、隠密行動・監視・荒野での戦闘スキルを磨いた。さらに海軍の水中破壊隊やネイビーシールズ潜入チームと共に水中破壊や戦闘潜水訓練なども受けている。ベトナム戦争にも参加しており、オーストラリア特殊空挺部隊との相互訓練を受け、空中戦術・高高度パラシュート降下術を教わっている。
その他にも、柔術・忍術・少林寺流空手といった様々なマーシャルアーツの訓練も受けており、軍用ナイフを使ったナイフ戦闘でも研ぎ澄まされたテクニックを持つ。また独自に暗殺術・強化尋問術を学んでいる。
高い精神力・バトルIQ
痛みに耐えうる精神力などの（あくまでも常人の範疇内で）訓練された強さを持ち、更には相手の裏をかく謀略にも長けており、この総合的な能力から、他のヒーローのような超能力などのパワーは持っていないが、他のヒーロー達に一切ひけをとらず共闘、あるいは堂々と敵対できる実力を持つ。ヴェノムに寄生された際など、異能力が手に入った際には自在に使いこなすといった兵器以外の力への適応力も高く、それに加えて何よりも「犯罪者を容赦なく殺す覚悟を持っていること」が挙げられる。
武器の奪取と再設定
犯罪組織を壊滅する際に、武器や資金、車両などを強奪しており、それらを利用し犯罪者と戦っている。グリーンゴブリンから爆弾やグライダーを盗み出し、自分用に再設定して使用することなども。

## 登場人物

### 主な仲間
ライナス・リーバーマン / マイクロチップ
1987年11月に初登場。フランクの数少ない友人で武器や情報などをパニッシャーに提供している協力者。インターネットの初期頃からプロハッカーである。フランクと同様にギャングに家族を殺されている。
ヘンリー・ルッソ
ハッカーであり、近年登場した新たな相棒。
宿敵『ジグソウ』の息子。
マーティン・ソープ
表向きはパニッシャーを追う立場の警察だが、実は協力者で犯罪者のデータをパニッシャーに提供してる。

#### 他作品のキャラクター
スパイダーマン
本名：ピーター・パーカー
ニューヨークで活動するスーパーヒーローの一人。蜘蛛糸のような繊維を出したり、壁にへばりつくこともでき、危機察知能力(スパイダーセンス)等の能力を持つ。かつてスパイダーマンにはノーマン・オズボーンの殺害容疑がかけられたことがあり、ジャッカルは彼を殺すために殺し屋を雇った。このヴィランとしての登場がパニッシャーのデビューであった。一大クロスオーバーイベント『シビル・ウォー』では一転してピンチに陥ったスパイダーマンをパニッシャーが助けに現れ、更にボロボロになったスパイダーマンをシークレットアベンジャーズ基地まで抱きかかえ運んだ。
デアデビル
本名：マット・マードック
同じくニューヨークで活動するクライムファイター。視覚以外の四感+αの感覚が非常に鋭いという能力を持ち、様々な格闘技を体得している。表稼業は盲目の弁護士でありパニッシャーと共闘することもあるが、パニッシャーが犯罪者を問答無用で殺してしまうため度々かち合うことがある。『Punisher Kills The Marvel Universe』ではパニッシャーがヒーローもヴィランも殺しまくるのだが、フランクと彼は幼馴染というオリジナルの設定になっている。
ゴーストライダー
本名：ジョニー・ブレイズ
高速で走るバイクに跨がりニューヨークで活動する超自然的なクライムファイター。炎を吹き出す能力と、犯した罪と他人に与えた苦痛の全てが降りかかる「ペナンス・ステア」という能力を持つ。彼もまた事件が起きると共演することがあり、パニッシャーとウルヴァリンの3人でブラックハートとも戦った。また、二代目パニッシャーを名乗ったこともある。
ウルヴァリン
本名：ジェームズ・ハウレット
X-メンやニューアベンジャーズといったチームの一員であり、活動の幅が広いミュータント。上記のようにゴーストライダーと3人で組んだこともあった。パニッシャーほど苛烈では無くとも場合によっては殺人もやむを得ないとし、ある種の共感を持ちあっている。『What If』には吸血鬼になってしまったウルヴァリンのエピソードがあり、ウルヴァリン率いる吸血鬼軍団に対して立ち向かった人こそ聖職者を目指していたフランクだった。
キャプテン・アメリカ
本名：スティーブ・ロジャース
パニッシャーとは相反する高潔な人格の主であり、第二次世界大戦の生ける伝説。フランクも憧れていた人物で、パニッシャーは『シビル・ウォー』でスパイダーマンを救出した後、キャプテンアメリカ率いるシークレットアベンジャーズに参加表明する。しかし曲げることのできないパニッシャーである彼のやり方（犯罪者は有無を言わさず殺すこと）を目の当たりにしたキャプテン・アメリカが受け入れられるわけもなかった。そしてシビルウォー事件後、彼のマスクを拾ったパニッシャーはバッキーにマスクを渡すまでの一時ではあるが彼のコスチュームを纏っていた。
ニック・フューリー
二次大戦時から活躍していた男でありS.H.I.E.L.D.の長官。インフィニティ・フォーミュラによって老化を抑えているという設定により、数十年にわたって若々しい姿を保っていた。フューリーに妻子を殺されたと洗脳されたパニッシャーはフューリーの命を狙い、S.H.I.E.L.D.やデアデビル、ゴーストライダー、そしてマイクロチップとも敵対した。また、アクションゲーム『パニッシャー(1993年)』ではフューリーが2Pキャラとなっており、他のゲームでも共闘している。これらのフューリーはパニッシャーに殺される前の白人の容姿であった。
ブラック・ウィドウ
本名：ナターシャ・ロマノフ
ロシアスパイ出身の、S.H.I.E.L.D.のエージェントやアベンジャーズのメンバーであった人物。近年オリジナルシナリオで二人が共闘するアニメーション映画も作られた。(後述)
ダケン（Daken）
本名：不詳（養親からはアキヒロと命名）
ウルヴァリンと日本人の間に生まれた子供で、ウルヴァリンと同じ能力を持つ。ノーマン・オズボーンに雇われ、パニッシャーを殺害した。その後パニッシャーはフランケンキャッスルとして蘇るのだが、ヒーリングファクター能力を持つダケンとなかなか死なない戦いを繰り広げる。
デッドプール
本名：ウェイド・ウィルソン
ミュータントで不死身の傭兵。X-MENではコメディリリーフを演じることが多くキャラクター性も全く異なるがパニッシャーに負けず劣らず過激な描写が多く、敵対或いは共闘する。レッドハルクが組織したサンダーボルツではチームメイトだった。

### 敵
ギャングや殺し屋、暗黒街の黒幕、あるいは殺人鬼などが相手となることが多い。
ジグソウ
本名：ビリー・ルッソ
端正な顔立ちもウリの殺し屋だったが、顔面をズタズタに引き裂かれ、つぎはぎ顔にされたことでジグソウと名乗る。実写映画『パニッシャー: ウォー・ゾーン』ではヴィランを務めた。『バットマン/パニッシャー』ではゴッサム・シティを舞台にパニッシャー、ジグソウ、バットマン、ジョーカーが入り乱れた。TPSゲーム『THE PUNISHER』ではスターク社を襲いアイアンマンのアーマーを強奪するなど暴れまわる。パニッシャーの中でも代表的な宿敵である。
キングピン
本名：ウィルソン・フィスク
表社会では実業家だが裏社会を取り仕切っているギャングの帝王で、本人自身も格闘技の達人で一見贅肉に見える体形は全て筋肉である。ニューヨークを舞台にするスパイダーマンやデアデビルの宿敵でもある。ベルトスクロールのアクションゲームではボスだったこともあり、彼を追うパニッシャーは1面からギャングから情報を聞き回っては殺しまくる。情け容赦無い性格だが、妻には刃向えないと云う一面も有る。

## 漫画作品
The Punisher(1986年)
全5巻のリミテッド・シリーズ。
The Punisher（vol.2）(1987年～1995年)
全104巻。
The Punisher War Journal（1992年～1995年）
全80巻。
The Punisher War Zone（1988年～1995年）
全80巻。
Punisher（vol.3）（1995年～1997年）
全18巻。
The Punisher（vol.4）（1998年～1999年）
全4巻のリミテッド・シリーズ。
The Punisher（vol.5）（2000年～2001年）
全12巻のリミテッド・シリーズ。
The Punisher（vol.6）（2001年～2004年）
全37巻。
The Punisher（vol.7）（2004年～2009年）
全75巻。MAXレーベルから出版。
Punisher War Journal（vol.2）（2007年～2009年）
全26巻。
Punisher War Zone（vol.2）（2009年）
全6巻のリミテッド・シリーズ。
Punisher（vol.8）（2009年～2010年）
全21巻。
PunisherMAX（2010年～2012年）
全22巻。
Punisher（vol.9）（2011年～2012年）
全16巻。
Punisher War Zone（vol.3）（2012年～2013年）
全5巻のリミテッド・シリーズ。
Punisher（vol.10）（2014年～）
現在も継続中

## MCU版
マーベル・シネマティック・ユニバース (MCU)では、ジョン・バーンサルが演じる。日本語吹替は坂詰貴之が担当する。
本項は、“アース616”（正史の宇宙）におけるフランク・キャッスル/パニッシャーを主軸として表記する。

### キャラクター像
元アメリカ海兵隊武装偵察部隊中尉。従軍中はイラクやアフガニスタンで戦争を経験し、 生死を共にしたビリー・ルッソやカーティス・ホイルたちと親友になった後、カンダハールでCIA職員のウィリアム・ローリンズが指揮する“ケルベロス作戦”に違法な極秘任務と知らされず参加。テロリストの汚名を着せられたアフガニスタンの警官アーマッド・ズバイルを拷問・射殺したほか、ターゲット暗殺の際には単独で敵を制圧し、その功績で海軍十字章を受章したものの、多数の仲間が重傷を負ったことでローリンズに猛反発して決裂。ルッソの説得を受けて除隊した。
そしてアメリカに帰国した翌日、妻マリアと娘リサ、息子フランク・Jrと自身の家族4人にルッソを加えてセントラル・パークに出かけたところ、その場で発生した3組のギャング（“ドッグズ・オブ・ヘル”、“メキシコカルテル”、“アイリッシュ”）による銃撃戦に出会してしまい、この巻き添えで妻子は生命を落とし、自身も頭部を至近距離から銃撃されて脳死状態となるも、謎の人物たちによって一命を取り留めた。それ以後、単身で自警活動に乗り出し、家族を奪ったギャングらへの私的制裁を始めると、世間からニューヨークで最も恐れられる処刑人“パニッシャー”という二つ名を付けられた。
上官や同胞たちからの信頼も厚いほどの実戦能力と勇敢さを兼ね備え、ニヒルかつ粗野な第一印象とは裏腹に、ギターをよく弾く側面や、家庭に帰ると妻と子どもたちに愛すべき夫であり父としての顔も見せる男であったが、前述の事件から、自分の家族を助けなかった司法制度を信用できなくなったこともあり、自分が犯罪者であると看做した者を躊躇無しに暴力で抹殺するという尋常ではない手段でニューヨークから犯罪を徹底的に撲滅させることを決意。犯罪者ではないものは決して殺すことも直接攻撃もせず、自分のことを英雄とも怪物とも思っていないと豪語する側面や、アイリッシュの番犬だったピット・ブルをペットに迎えてマックスと名付けたり、2人の子どもを持っていたことから児童ポルノとそれに関わる者には嫌悪感を、子どもを大切に思う者には同情を示すなどの良心、自分と友好的に接する人物への義理堅さなども垣間見せるものの、余りにも極端な正義感は、悪人でも絶対に生命を奪わない自警活動を旨とするマット・マードック/デアデビルとは決して相容れず、対立することとなった。やがて彼に一目置くようになったものの、逮捕や不当な裁判、刑務所への収監と脱獄などの受難を経て、ギャングらへの私的制裁を再開。活動に一度区切りをつけると身分を隠して暮らすが、新たな騒動や激闘に身を置くことになっていく。

### 技能・身体能力
近接格闘術
高度な軍事訓練で体得したクラヴ・マガ、ムエタイ、ボクシング、ブラジリアン柔術などの複数の格闘技を織り交ぜた効率的なマーシャルアーツと、軍用ナイフや敵から奪ったバトンなどさまざまな白兵戦用武器を的確に使いこなす器用さ、そしてフランク自身の凶暴性と残忍性が相まって、一度に並のゴロツキやマフィアの群れと単純な殴り合いだけで一網打尽にできるだけでなく、マット/デアデビルのような高度なスキルを有するヒーローと対等に戦えるほど、卓越した肉弾戦・白兵戦を披露できる。
射撃力
クワンティコ海兵隊航空施設で受けた前哨狙撃兵としての訓練により、ハンドガンによる近距離射撃やライフルでの長距離狙撃まで、銃火器の知識と取り扱いのエリートであり、銃撃・狙撃においては高確率で標的を仕留められるほど、自らの理念「ワンショット・ワンキル」を実現する腕前を持つ。また、狙撃時の引き金を引く直前には、毎晩リサに読み聞かせていた絵本のタイトルに因む数え歌「ひとつ、ふたつ、ペニー・アンド・ダイム（One batch, two batch. Penny and dime.）」を口ずさむ。
精神力と生命力
肉体は通常攻撃でも痛覚を感じて負傷するほど常人そのものでありながら、打撃・銃撃・刺突などに伴う痛みへの耐性が高く、拷問の際に片足を電気ドリルで貫かれて絶叫しても堪えて最終的に切り抜ける。また、痛みによる怒りでアドレナリンが上がり、凶暴性や身体の回復力が倍増する。
作戦立案
軍事経験から待ち伏せ攻撃や罠を仕掛けるほか、尋問相手をわざと優位に立たせて油断を誘い、必要な情報を引き出したり、素性不明の人物のアジトを突き止めるために、その人物を呼び出して電話で色々な場所へ向かわせるなど、複雑かつ合理的な独自の作戦を立てられ、戦場においては敵の領土を移動しつつ標的を評価し、軍事的精度でターゲット排除を確実としていた。

### 武装・ビークル

#### 銃火器
フランク/パニッシャーは、命中精度や射出速度を保ったまま最大限に高められているほどの致死性と破壊力をカスタマイズされている銃火器各種を好む。
- ハンドガン
  - スプリングフィールド XDM 3.8 コンパクト
  - S&W M327 TRR8
  - パラ・オードナンス1911 G.I. Expert
  - M1911
    - ウォーリア
    - ICQB Clone
    - コルトM1991A1
- ショットガン
  - イサカM37 ステークアウト - ショートバレルのカスタムモデル
  - モスバーグM500
  - レミントンM870 MCS（マスターキー）
  - ソードオフ・ショットガン
- ライフル
  - M4A1 - M203 グレネードランチャー、タクティカル・フラッシュライト、レッドドット・スコープ装着モデル
  - SIG Sauer SIG516 - M203グレネードランチャー装着モデル
  - Nemesis Arms Vanquish
  - デザートテック SRS
  - バレットMRAD
  - H&K HK416
  - Heckler & Koch G36C
  - AKS74U
  - シーキンズ プレシジョンNXP8
  - アキュラシーインターナショナルAWSM-F
  - Colt Law Enforcement Carbine
  - Battle Arms Development Tanker
- マシンガン
  - M134（手持ち式）
  - M249軽機関銃
- その他の火器
  - PGL-65
  - M2火炎放射器

#### その他のアイテム・武器
コスチューム
自警活動時には、下記のベストのほか、ブレザー、レザージャケット、トレンチコート、戦闘用ブーツなど、カラーが全て黒で統一された衣類をシチュエーションごとに着回す。
ベスト
黒いベースカラーと白い大きな髑髏のシンボルが目を引く軍用防弾ベスト。新聞に掲載された自分の頭蓋骨のX線写真から着想を得たフランク自身が、対峙した敵を恐怖させる目的でグラフィティスプレーで髑髏を描き、出来上がった。
1着目はレイ・スクーノヴァ/ブラックスミスの武器庫から自宅へ持ち帰った1着の防弾ベストをベースに仕上げて、ノブ・ヨシオカ率いる忍者集団に挑むマットを援護する戦いで初めて着用し、その後ドッグズ・オブ・ヘルの残党を全滅させると焼却処分された。
2着目は、ルッソが仕向けた“アンヴィル”の制圧部隊との激戦直前に仕上げられて着用され、その戦いの後には、ルッソとの最初の一騎打ちにも着用され、ルッソの逮捕後にはDHSの捜査官ダイナ・マダニが自宅マンションに保管していた。ルッソが脱走すると、マダニから返されたフランクが再び着用し、ルッソとの再戦に挑んだが、その最中に警察に逮捕されたことで2着目は没収される。
ルッソ抹殺から3ヶ月後には、パニッシャーとしての自警活動を再開し、3着目のベストを作りあげて着用している。
剃刀
着衣の袖口に仕込んでいる刃物。
Ka-Bar
多用する戦闘用ナイフ。
警察無線
違法な質屋でショットガンの薬莢と共に購入した警察の無線機。
このほかにもフランク/パニッシャーは、敵から奪ったフランキ・スパス12や、バット、マット/デアデビルのビリークラブ（1本目）、ウィルソン・フィスク/キングピンから渡されたシヴ、建設現場の大型ハンマー、掌大の小石、筋力トレーニング用の器具各種、警棒、鉄パイプ、消火器、グロック17、グロック19、SIG SAUER P320 コンパクト、S&W M&P、デザートイーグル Mark.XIX、H&K P30、SIG-Sauer P229R、H&K MP5A3、H&K MP7A1も戦闘、惨殺、牽制に行使しており、更に抹殺したスクーノヴァの武器庫の武装や、ギリシャ人が密輸していた多数の銃器なども入手している。

#### バン
ダッジ・ラム・バン（1986年モデル）
3組のギャングへの私的制裁の際に運用していた車両。後部トランクには、アイリッシュから盗んだ200万ドルを詰めたブリーフケースが置かれ、これには他者が持ち出そうとすると本車両諸共大爆発する罠が仕掛けられた。フランクが一度アイリッシュに捕らわれて拷問を受けた際に、48番街と10番街の交差点に駐車された本車両へ辿り着いたアイリッシュのメンバー2名が、 200万ドル奪還を試みてブリーフケースを開けた数秒後に罠が起動したことで爆炎に包まれる。
フォード・Eシリーズ（2003年モデル）
スクーノヴァ殺害から数ヵ月後に運用する車両。2台登場しており、1台目はアラバマ州でのドッグズ・オブ・ヘルの残党の追跡・抹殺に用いられたが、それ以降の去就は明らかになっていない。2台目はニューヨークで盗難車ビジネスを営む犯罪者のマズアのガレージにあったものをデヴィッド・リーバーマン/マイクロが運転する形で奪取し、そこからフランクとデヴィッドの移動手段として多くの活動に用いられる。フランクが罪の放免と自由を認められて以降は、彼の愛車となる。

### 各作品での登場
『デアデビル』シーズン2
本作でMCU初登場。
フィスク逮捕後のヘルズ・キッチンで、アイリッシュの会合を奇襲し、その場にいた主要幹部15人を銃殺。そこから逃がしたグロットも追い始め、彼を巡ってデアデビルと激突し、初戦では相手を敗り、再戦時には検察局と警察の待ち伏せ攻撃を受けながらもデアデビルを捕縛。自身の邪魔をしてくる彼に対して、捕らえたグロットの素性を明かすなどしてその理念を激しく否定し合った後にドッグズ・オブ・ヘルとの乱闘に乗じて逃走。その後アイリッシュの残党らに捕まり、瀕死寸前に追い込まれるほどの拷問を受けたが、デアデビルによって救出され、何かを感じ取ったのか彼へ自分の家族との思い出とその最期を打ち明け、深刻な怪我を負った状態で、警察に逮捕された。
それ以降はマット/デアデビルやカレン・ペイジたちから同情の念を抱かれ、彼らを代理人に指名し、提案された有罪交渉戦略にも同意するが、検事のサマンサ・レイエスによる妨害まがいの干渉や、自身のプライドも手伝った無罪主張により司法取引は失敗。もつれ込んでしまった不当な裁判でも、マットたちの尽力やスクーノヴァの弁護証言があったものの、エレクトラ・ナチオスの間接的な手出しで審議無効へは繋がらず、フィスクの息がかかった刑務官から煽りの耳打ちを受けて豹変し、「自分は正気で助けなど不要、犯罪者らを殺したいから殺した」と暴言混じりに主張を覆したことで終身刑を下され、退廷させられる結果となった。
刑務所の独房棟Dに収監されると、獄中生活を送っていたフィスクと対面し、自身の家族の死に関与している囚人ダットンを始末するよう依頼を受け、7分という短い時間でダットンに接触し、3組のギャングの麻薬取引に仲介役のブラックスミスを狙うFBIの潜入捜査官がいたこと、そしてブラックスミスが現れなかったため事件が起こったと聞かされ、ダットンに致命傷を与えた。だが裏切ったフィスクが差し向けた囚人9名の襲撃を受け、そんな囚人らを皆殺しにしてフィスクと再び対峙。殴り合いつつも殺しの才能を無駄にすべきじゃないと再評価した彼から、自分が釈放される時までに外の世界の邪魔者を全て殺してほしいと脱獄の手引きを受け、刑務所を抜け出した。
脱獄が世間に公表されると、ブラックスミスらによってレイエスらを射殺した濡衣を着せられるも、同じく生命を狙われたカレンを救い、彼女を利用してブラックスミスの居場所を突き止め、41丁目の埠頭に停泊した麻薬運搬船を襲撃してブラックスミスと思しき男を追い詰めた。しかし、阻止に現れたマットやブラックスミスの手下らと争いになり、船の爆破を誘発させてそこから脱出。船の爆破で自分が死亡したというニュースに触れた後、遂にブラックスミスがスクーノヴァであることを知り、拉致したカレンに自動車を運転させていたスクーノヴァを奇襲して重傷を負わせると、カンダハールでの出来事が原因で家族が殺されたと知らされた。そしてとどめを刺したスクーノヴァの武器庫で多数の武装を入手した。
そしてクライマックスでは、“ヤミノテ”の忍者集団と決戦を繰り広げるマットを、建物の屋上からの長距離射撃で援護し、素顔で自分の方を振り返った彼へ「また会おう、レッド」と呟いてその場から撤退。
エピローグでは自宅で軍時代の仲間たちと撮った写真入りの額縁を割り、その中から出てきた「MICRO」と書かれたCDを取り出すと、自宅に火を放ってどこかへ去る。
『ルーク・ケイジ』では、フランク/パニッシャー本人の直接の出演は無いものの、シーズン1第11話に登場した検事補のブレイク・タワーが、「銃で街を地獄に変えた男」としてフランクの名を口にするシーンがある。
『パニッシャー』
本作では、主役として登場する。
シーズン1
本シーズンではケルベロス作戦の真相と、その際の拷問映像をデヴィッド/マイクロに送ったと誤解されたことで生命を狙われ、その巻き添えで家族を喪ったと知り、今度こそ復讐を果たすため奔走する。その中で自身を案ずるカーティスやカレン、新たに出会ったデヴィッドに彼の家族、マダニとの交流・友情も多数描写される。
家族の死に関わったギャングを全て惨殺してから6ヶ月後、ニューヨークへと戻ってピート・カスティリオーネという偽名で身分を隠し、建設作業員として働きはじめ、プライベートでは読書に励んでいたが、家族を失ったショックや損失感から立ち直れずに髪も髭も伸ばしたままで、悪夢を見ては飛び起き、職場では周りを拒絶し、朝から夜遅くまで大型ハンマーを振り上げてコンクリートの壁を打ち壊し続けて変人扱いされるなど空虚な日々を過ごしていた。しかし、いざこざに巻き込まれて悪質な同僚を始末し、彼らと一悶着を起こした地元マフィアも全滅させたことで職場を離脱。
それから、“マイクロ”と名乗る人物から連絡が入り、前述のCDでアーマッドを拷問・射殺した映像を目に通すと、再会したカレンからマイクロと彼を射殺したとされるDHSの汚職捜査官カーソン・ウォルフの情報を得て、髪と髭を整え、ウォルフの邸宅を襲撃し、彼を尋問。家族を喪った事件の衝撃的な真実を聞かされ、抵抗されながらもウォルフを抹殺した。その後マイクロへの対抗の一環として彼の妻のサラと初めて触れ合い、カーティスの協力を得て、デヴィッド/マイクロと接触・拘束することに成功。次々に尋問する中で、油断も隙も無い一面を持つ彼の人となりや、ケルベロス作戦に因む共通の目的を知り、利害が一致したことから、デヴィッドと協力して作戦の黒幕である“エージェント・オレンジ”の抹殺を決意した。
それ以降デヴィッドとは意見を違わせたり、彼を発起させたこともあったほか、逆に家族に会えない彼の強い頼みで何度かサラたちの元に赴いたりと、徐々に信頼関係を築いていった。その中でギリシャ人の武器密輸に介入して銃器奪取に成功しただけでなく、武器密輸を摘発しようとして負傷したマダニを助け、ケルベロス作戦を告発したと思われる戦友・グンナーとコンタクトを取ろうとした際には、エージェント・オレンジが送り込んだ武装集団に襲われて敗血症となったものの、デヴィッドとカーティスに救われ、やがて自身の生存を知ったルッソと再会。彼からの海外で共に働く提案には応じず、遂にエージェント・オレンジことローリンズに狙撃したが失敗し、一時撤退した。
そして、精神のバランスを完全に崩し、爆破テロまで起こした青年帰還兵のルイスからカーティスやカレンを救った一件の際に、自分の生存が世間に知れ渡ってしまい、加えてルッソがローリンズと組んで自分を裏切ったことに気づいた。これにより、リーバーマン母子と接触していたことを察したローリンズとルッソが仕向けた“アンヴィル”の傭兵にサラと息子のザックが拉致されてしまい、自分たちのアジトの襲撃も予期して、デヴィッドに逃げ延びた彼の娘のレオを任せ、武装した自分はアジトに乗り込んできたアンヴィルの制圧部隊と激闘を繰り広げて返り討ちし、無線越しにルッソへリーバーマン母子と引き換えに自分とデヴィッドを引き渡すと持ちかけ、レオと再会したデヴィッドと共にDHS本部に身柄を預けた。
マダニからの尋問で、ケルベロス作戦についての全てを自白した後日、人質交換の場に赴くと、勃発した銃撃戦の中でデヴィッドが射殺されたとルッソらに思い込ませた代わりに、サラとザックの保護を成功させたが、自分は差し違える覚悟でローリンズとルッソに捕縛された。そこで執拗な拷問を受けて追い詰められるが、ルッソに手枷を外されて逆襲し、重傷を押してローリンズを抹殺。ルッソに逃げられたもののデヴィッドやマダニに救出され、彼女の父親の治療を受けて回復すると、カーティスを痛めつけるルッソを狙撃し、自分の家族が殺されたセントラル・パークのメリーゴーランドで決着を付けようと取り付けた。
決戦の時間になると、パークの従業員を人質にしたルッソによって一度は窮地に陥るも、現場に駆けつけたマダニをルッソが撃った隙をついて激しい死闘に突入。その末にルッソの顔を何度も鏡に打ち付けて打倒に成功し、これまでの罪を償わせるために、ルッソを殺さずに留めた。
戦いを終えて、マダニとの取引によりローリンズの不祥事隠蔽を公表しない代わりに、自身の罪の放免と自由を認められ、家族が待つ自宅に帰るデヴィッドを見送って別れるとカーティスの自助会に参加し、同席していた元軍人たちに自らの思いを語る。
シーズン2
本シーズンでは、復讐を終えて平穏な生活を始めたのも束の間に、エイミー・ベンディックスが所持していたネガフィルムにまつわる騒動に巻き込まれ、彼女を狙うジョン・ピルグリムや彼を操る大物権力者シュルツ夫妻との戦い、そしてルッソとの決着が同時進行で描写され、同時に成り行き上で保護することにしたエイミーとの触れ合いの数々で茶目っ気ある姿も見せる。
ピートとして放浪先のミシガン州のバーでゴロツキから救ったバーテンダーのベス・クインと一夜を過ごして仲を深めたり、お気に入りのバンドの楽曲に魅了されるなど、上機嫌な暮らしに浸っていた。だが、バーで出会った運び屋のレイチェルと名乗る少女が厳つい集団に拷問されかける場を見過ごせずに介入した結果、巻き込んでしまったベスを負傷させてしまい、厳つい集団を撃退するとベスを病院に入院させ、自身はバーで亡きマリアの指輪を落としたことに気づかず、レイチェルを半ば強引にモーテルへ連れ込んで監禁。彼女が何かのネガフィルムを持っていることで狙われたことを知ると、追ってきた厳つい集団と再び銃撃戦となった末、レイチェル共々保安官事務所に拘束されてしまった。
しかし指輪を拾って自身の関与を察したピルグリム率いる武装集団に事務所で三度襲われて、保安官たちと捨て身で挑んで撃退し、駆け付けたマダニからルッソが脱走したため協力を求められると、レイチェルの保護を条件にルッソ抹殺を承諾。ニューヨークのマダニの自宅に到着後、カーティスとも再会してセーブハウス提供など彼の協力も取り付けると、レイチェルから仲間たちをピルグリムに殺されたことと、彼女の本名はエイミーであると打ち明けられた。それから密売人のターク・バレットを利用してロシア人のジムに乗り込み、筋骨隆々の男共との乱闘を制して、そこでエイミーが持つネガを探している人物がニューヨークに暮らしているロシア人の実業家ニコライ・ポロズネフであることを突き止め、マダニの自宅をエイミーと共に後にした。
それから、いかがわしいスタジオでネガをプリントして上院議員デヴィッド・シュルツが同性愛者である証拠写真を入手すると、ニコライを拉致し、彼が息子のデヴィッドの大統領就任を望むシュルツ夫妻の目論見を証拠写真を使って阻止し、自らが優位な立とうとしていたこと、ニコライがピルグリムと無関係であることを知った。カーティスに呼び出されると、ルッソとピルグリムの両者を同時に相手するのは危険と助言され、ルッソ抹殺を優先し、アジトとしそうな場所を探し続けて、捕らえたルッソの仲間のジェイクを激しく拷問。ルッソのアジトと小切手換金所の強盗計画を聞き出し、現金を奪取して換金所から逃げようとしていたルッソと遂に再び対峙して銃撃戦に突入した。しかしカーティスの援護があったにも関わらず、「自身と親友だったころの表情」をしていたルッソに動揺したことで射殺に失敗し、ルッソをとり逃がすと同時にフレッド・マホニー刑事にも追われる羽目になり、その場をやり過ごしたものの、エイミーやジェイクにルッソ射殺失敗の激しい怒りをぶつけてカーティスに戒められる醜態まで演じてしまった。
亡くなった家族の墓で物思いに耽った後日、自分とエイミーに高額の懸賞金が懸けられ、それを目当てに襲ってきた街の無法者らからエイミーを救い、ルッソらのアジトを特定したカーティスと共に襲撃作戦を準備すると、アジトへ襲撃を実行。だが、その作戦はルッソに筒抜けだったため取り囲まれ、重傷を負わされてしまった。それでも敵の多くを次々と倒し、追い込んだルッソにも銃撃するも、その場に横たわっていた女性たちの亡骸を見て、自身の誤射の犠牲になったと思い込み、絶望していたところを駆け付けてきた警察官たちに確保された。
警察の保護下でセイクレッド・セインツ病院に搬送されると意気消沈して、自分を案じて病室に見舞いに来たカレンやエイミー、マダニへ投げやりに振る舞い、懸賞金狙いの悪徳警官オロークに身を差し出しかけてしまうが、女性3人を殺したのは自分ではないとマダニたちに証明されて再起すると、彼女たちの協力を受け、オロークから奪った制服で変装し、病院から脱出。一時マホニーに連行されたものの、その道中でピルグリムの襲撃を受けたことで結果的に助かり、怪我をしたマホニーを介抱してその場をあとにすると、デヴィッドの身柄を確保した。
セーブハウスへと戻るとデヴィッドを問い詰め、戸惑う彼の様子から、この一件の元凶がデヴィッドの両親のシュルツ夫妻であると察して夫妻に電話をかけ、自身の手中のデヴィッドと捕らわれたと思い込んだエイミーの交換を提案。そこにピルグリムが泊まるホテルを特定したエイミーから連絡があり、ピルグリムを仕留めるために向かい、彼と激しい銃撃戦となるが、エイミーをピルグリムに捕らわれ、セーブハウスに戻るとカーティスがデヴィッドと姿を消したにもかかわらず、ピルグリムにデヴィッドとエイミーの引き換えを承諾させた。そして現れたピルグリムと激闘になるも、彼の息子2人を実質的に人質として取られていることを告げられながら取り引きしつつ、エイミーを返す代わりにピルグリムの息子たちに手を出さずシュルツ夫妻抹殺を嘆願された。
そしてマダニに撃たれて瀕死状態となり、治療を頼んだ闇医者にも大金を奪われて見放されたルッソが、死ぬ前に1人で居たくないと連絡してきたとカーティスから知らされると、単身でルッソの前に現れ、これまでのことを謝罪しようとしたルッソを遂に無言で射殺し立ち去った。シュルツ邸にエイミーと駆けつけると、彼女を刺そうとしたエリザ・シュルツを撃ち殺し、1人取り残されて慌てふためくアンダーソン・シュルツに自分と電話した際に録音した脅迫行為の公開か自決のどちらか選べと1発の銃弾と拳銃を渡し、響き渡った銃声を耳にすると、息子2人を取り戻したピルグリムと別れた。
今回の一件の終結から数日後、海洋サルベージの夢を持つエイミーに、ダイビング指導の職を持つ知り合いがフロリダ州にいることを伝えると共にもう悪事に身を置かないと誓わせ、彼女がバスに乗る姿を見届けて姿を消した。それから3ヶ月後、CIAへと転職したマダニからの仕事の誘いを断り、追跡していた麻薬と武器の密売人たちが集う廃倉庫にパニッシャーとして現れ、その場のギャングら全員へ容赦無くライフルを乱射する。
『デアデビル: ボーン・アゲイン』
マーベル・スタジオが製作するデアデビルを主役としたドラマ。公開された予告編のワンシーンに、フランク/パニッシャーが登場している。

## その他のメディア化作品

### 映画
過去3度の映画化がされているが、作品ごとに関連や繋がりは一切なく設定も異なる。また2013年時においてパニッシャーの映画化権はマーベル・スタジオズが回収しており、2015年にデアデビルがリブートされる際にパニッシャーの登場が決定(後述)。共にマーベル・シネマティック・ユニバースのキャラクターとして再スタートした。
『パニッシャー』 (1989年の映画)
演 - ドルフ・ラングレン
1989年オーストラリア、1990年1月日本公開。監督はマーク・ゴールドブラットが務めた。フランク・キャッスルがパニッシャーとして活動する以前の経歴は刑事で、そのため犯罪者の逆恨みを買いマフィアに家族を殺害されるという設定。この映画では、フランクはパニッシャーのトレードマークともいえるドクロマーク入りのコスチュームを着用していないが、これは主演のドルフ・ラングレンが着用を拒否したためという説がある（『映画秘宝』でのインタビューでは本人は否定）。そのためか、ドクロはパニッシャーが犯罪者を処刑する際に使うナイフの意匠として盛り込まれている.
| 役名                               | 俳優                       | 日本語吹替                                                                                             |
| ---------------------------------- | -------------------------- | --- |
| フランク・キャッスル／パニッシャー | ドルフ・ラングレン         | 大塚明夫                                                                                               |
| ジェイク・バーコヴィッツ           | ルイス・ゴセット・ジュニア | 石田太郎                                                                                               |
| レディー・タナカ                   | キム・ミヨリ               | 沢田敏子                                                                                               |
| ジアンニ・フランコ                 | ジェローン・クラッベ       | 小川真司                                                                                               |
| ディノ・モレッティ                 | ブライアン・マーシャル     | 吉水慶                                                                                                 |
| サマンサ                           | ナンシー・エヴァーハード   | 土井美加                                                                                               |
| シェイク                           | バリー・オットー           | 千田光男                                                                                               |
| トミー・フランコ                   | ブライアン・ルーニー       | 鈴木みえ                                                                                               |
| サトウ                             | 八巻建志                   | |
| タローネ                           | トッド・ボイス             | 江原正士                                                                                               |
| トミオ                             | 金山裕文                   | |
| その他                             | N/A                        | 小島敏彦 秋元羊介 山野史人 伊藤和晃 叶木翔子 小室正幸 幹本雄之 藤城裕士 さとうあい 辻つとむ 村田美代子 |
| 日本語版制作スタッフ               |                            | |
| 演出                               | 演出                       | 松川陸                                                                                                 |
| 翻訳                               | 翻訳                       | 五陵雪夫                                                                                               |
| 調整                               | 調整                       | 野下繁登                                                                                               |
| 効果                               | 効果                       | 南部満治 河合直 大橋勝次                                                                               |
| 制作                               | 制作                       | ザック・プロモーション                                                                                 |

『パニッシャー』 (2004年の映画)
演 - トーマス・ジェーン
2004年4月全米公開、日本公開2004年11月。監督はジョナサン・ヘンズリー。経歴は海兵隊員ではなくFBI捜査官となった。舞台もニューヨークではなくフロリダ州のタンパになっている。また、フランクの父親を演じたロイ・シャイダーの遺作でもあった。劇場公開時の反響は少なかったが、ビデオソフトやDVDでのヒットから続編製作が決定。これが紆余曲折の末、『パニッシャー: ウォー・ゾーン』となった。また、主演のトーマス・ジェーンは後年にも自主制作映画（後述）にて再びパニッシャーを演じた。
『パニッシャー: ウォー・ゾーン』(Punisher: War Zone)
演 - レイ・スティーヴンソン
2008年12月全米公開、2009年4月18日日本公開。新たに「Marvel Knights」ブランドとして公開された。今回は原作の「Punisher: Max」シリーズの設定がそのまま用いられ、コミックのデザイン再現度も高く、大人の読者がターゲットになっている原作の世界観を存分に生かしダークでハードな展開のアクション映画となっている。

### アニメ
『アベンジャーズ コンフィデンシャル: ブラック・ウィドウ & パニッシャー』
(北米2014年3月25日ソフト発売、日本2014年9月3日Blu-ray発売)
日本企業であるマッドハウスにより作成された『マーベル・アニメ』シリーズのOVA映画作品。
タイトル通りパニッシャーとブラック・ウィドウがコンビを組み、S.H.I.E.L.D.のニック・フューリー、アマデウス・チョらも登場する。アイアンマンが率いるアベンジャーズもカメオ出演している。

### ゲーム
パニッシャー
カプコン製作によるファイナルファイト型のベルトスクロールアクションゲーム。スパイダーマンやデアデビルにも登場するキングピンの組織と闘う。2Pキャラクターは特殊諜報機関S.H.I.E.L.D.のエージェント(当時)ニック・フューリーとなっており、彼でプレイした場合はパニッシャーと目的が異なるためデモが変化する。
銃を持った敵が現れるとパニッシャーとニックも拳銃を抜き、それで攻撃することができるなどといった独特のシステムがある。この銃のみ、弾数が無制限で使用できる（銃を持つ敵が居なくなると、銃をしまう）。
The Punisher
サードパーソン型のアクションゲームで、パニッシャーらしさを表現したシステムとして拷問システム（敵を捕らえて力加減を調整しながら必要な情報を吐かせる）と、処刑システム（ステージごとに配置されている特色ある道具を利用した殺し方ができる）と呼べるものがある。また、このゲームには多くの有名キャラクターが登場し、マット･マードック、アイアンマン、ブラック・ウイドウ、ニック・フューリーがゲストとして、そしてNPCとして共闘するステージもある。ヴィラン側にもジグソウを始め、ロシアン、ブッシュワーカー、ブルズアイ (漫画)、キングピンなどが登場し、オールスター的な内容になっている。
開発はクライムアクションゲームSaints Rowなどで有名なVolition、日本語版は未発売。しかしXbox版、PC版はリージョンフリーなので日本の本体及び、PCで動作可能。なおXbox版は日本版Xbox 360でも互換対応しており、ディスクを入れるだけですぐにプレイ可能。
The Punisher No Mercy
ジャンルはFPS、オンラインを通じて最大8人マルチプレイが可能。PlayStation 3でダウンロードコンテンツとしてリリースされた簡素な内容で、一定時間ウォーゾーン(交戦地帯)に降り立ち、敵と撃ち合いポイントを競うサバイバルゲームを行う。近い時期に劇場公開されたパニッシャー: ウォー・ゾーンと内容の関連性はない。日本国内においても海外アカウントを使用すればダウンロードしてプレイできる。
MARVEL ULTIMATE ALLIANCE 3: The Black Order
マーベル・ライバルズ
サードパーソン・シューティングゲーム。パニッシャーはプレイアブルキャラクターの一人として登場する。

### その他
- 10分程度の短編映画『THE PUNISHER: Dirty Laundry』が2012年に公開された。

2004年度版の実写映画でパニッシャーを演じたトーマス・ジェーンのほか、ロン・パールマン、サンミ・ロティビが出演、監督はフィル・ジョアノー。コミコン・インターナショナルにて公開されたがマーベル・コミック社とは関係なく制作されたもので、2004年に公開されたパニッシャーよりも原作テイストが強く、過激でバイオレンスな内容になっている。なお、本作品は2024年現在もYoutubeで視聴できる。
- ルトガー・ハウアー主演の映画「ブラインド・フューリー」（米国版座頭市）の主人公は、上記の「ニック・フューリー」と同姓同名で、その親友の名前はフランク。

- パニッシャーのトレードマークであるドクロマークはNavy SEALsをはじめに各国の特殊部隊に人気がある(中には、ベネズエラ警察のFAESのように反米国家の部隊も含まれている)。また同じ文脈で法執行機関もパニッシャーのスカルマークを愛用しているが、これにはクリエイターの一人であるGerry Conwayは否定的な見解を示しており、「権力者がパニッシャーのアイコンを採用するのを見るたびに不安になる」などとコメントしている。